# Valentino Fioravanti
Valentino Fioravanti (ur. 11 września 1764 w Rzymie, zm. 16 czerwca 1837 w Kapui) – włoski kompozytor.

## Życiorys
Studiował w Rzymie u Giuseppe Jannacconiego, następnie wyjechał do Neapolu, gdzie jego nauczycielami byli Nicola Sala, Fedele Fenaroli, Giacomo Insanguine i Giacomo Tritto. Po powrocie do Rzymu w 1781 roku rozpoczął działalność jako kompozytor. Od 1788 do 1802 roku przebywał w Neapolu, następnie przeniósł się do Lizbony, gdzie został dyrektorem Teatro Nacional de São Carlos. W 1807 roku gościł w Paryżu, po czym wrócił do Neapolu. W 1816 roku otrzymał posadę kapelmistrza w bazylice św. Piotra w Rzymie.
Skomponował 77 oper, w większości należących do gatunku buffa. Był też autorem utworów religijnych, w tym mszy i motetów.